# 689 г. пр.н.е.

## Събития

### В Азия

#### В Асирия
- Цар на Асирия е Сенахериб (705 – 681 пр.н.е.).[1]
- След петнадесетмесечна обсада град Вавилон е превзет от асирийската войска. Градът е подложен на разграбване и брутално разрушаване Вавилонският владетел Мушезиб-Мардук (693/2 – 689 пр.н.е.) и семейството му са отведени в плен, a три десетилетия на борба за халдейска независимост от Асирия приключват с решителна победа на асирийците.[2]
- Поради тези събития честването на традиционния ежегоден фестивал Акиту е прекратено през следващите 20 години.[3]

#### В Елам
- В началото на годината царят на Елам Хума-Менану III (692 – 688 пр.н.е) получава сърдечен удар и макар че живее още единадесет месеца, той е неспособен да управлява.[2]

### В Африка

#### В Египет
- Фараон на Египет е Тахарка (690 – 664 г. пр.н.е.).[4]